# Tim Metcalfe
Pour les articles homonymes, voir Metcalfe.
Tim Metcalfe est un scénariste et réalisateur américain, né en 1954.

## Filmographie

### Cinéma
Scénariste
- 1984 : Les Tronches
- 1987 : Three for the Road (en)
- 1987 : Million Dollar Mystery
- 1988 : Vampire, vous avez dit vampire ? 2
- 1991 : Iron Maze
- 1993 : Kalifornia
- 1996 : Killer : Journal d'un assassin
- 2001 : Bones
- 2009 : Le Dernier Rite
- 2011 : Higher Ground

Réalisateur
- 1996 : Killer : Journal d'un assassin

Producteur
- 2011 : Higher Ground

### Télévision
- 1992 : Revenge of the Nerds III: The Next Generation (en)
- 1994 : Revenge of the Nerds IV: Nerds in Love (en)
- 1998 : The Day Lincoln Was Shot (en)
- 2003 : 44 Minutes de terreur

## Distinctions
Récompenses
- Festival international du film de Thessalonique :
  - Meilleur scénario 1993 (Kalifornia)
- Festival international du film de Tokyo :
  - Meilleur scénario 1991 (Iron Maze)

Nominations
- Saturn Award :
  - Saturn Award du meilleur scénario 1994 (Kalifornia)
- Chlotrudis Society for Independent Film :
  - Meilleur scénario adapté 2012 (Higher Ground)
- Festival international du film de Catalogne :
  - Meilleur film 1996 (Killer : Journal d'un assassin)
- Festival international du film de Tokyo :
  - Grand Prix 1995 (Killer : Journal d'un assassin)